# Holoscotolemon
Genre
Synonymes
- Metascotolemon Roewer, 1915
- Brigestus Roewer, 1935
- Bukowina Roewer, 1935
- Lucassa Roewer, 1935
- Querilhacia Roewer, 1935
- Scotolemoniscus Roewer, 1935
- Scotolemops Roewer, 1935
- Euscotolemon Hadži, 1973
- Poleneciana Hadži, 1973
- Sketia Hadži, 1973
- Trentania Hadži, 1973

Holoscotolemon est un genre d'opilions laniatores de la famille des Cladonychiidae.

## Distribution
Les espèces de ce genre se rencontrent en Europe.

## Liste des espèces
Selon World Catalogue of Opiliones (19/05/2021) :
- Holoscotolemon franzinii Tedeschi & Sciaky, 1994
- Holoscotolemon jaqueti (Corti, 1905)
- Holoscotolemon lessiniensis Martens, 1978
- Holoscotolemon monzinii Tedeschi & Sciaky, 1994
- Holoscotolemon naturae Tedeschi & Sciaky, 1994
- Holoscotolemon oreophilus Martens, 1978
- Holoscotolemon querilhaci (Lucas, 1866)
- Holoscotolemon unicolor Roewer, 1915

## Publication originale
- Roewer, 1915 : « 106 neue Opilioniden. » Archiv für Naturgeschichte, vol. 81, no 3, p. 1–152 (texte intégral).